# Кабинет Сједињених Америчких Држава
Кабинет Сједињених Америчких Држава (енгл. United States Cabinet) или Председнички кабинет (енгл. President's Cabinet) се састоји од највиших функционера извршне власти у федералној влади САД.
Први кабинет је саставио председник Џорџ Вашингтон тако што је именовао четворицу најближих сарадника — државног секретара Томаса Џеферсона, секретара за финансије Александера Хамилтона, секретара за рат Хенрија Нокса и врховног адвоката Едмунда Радолфа, који су му помагали у вршењу дужности. Касније се кабинет ширио увођењем нових функционера који имају ранг и овлашћења аналогна министрима у другим владама.
Понекад се као члан кабинета спомиње и потпредседник САД.
Чланове кабинета именује председник САД, али након тога Сенат САД мора да их потврди.
Тренутно је државни секретар САД Марко Рубио.